# Helikon (hegység)
A Helikón-hegység (ógörögül: Ἑλικών; görögül: Ελικώνας) a Píndosz-hegység része Görögországban. A Helikón-hegység a görög mitológiában a múzsák lakhelye, mely Boiótiában, Közép-Görögország régióban található.

## Fekvése
Az 1749 méter magasságú hegy körülbelül 10 kilométerre található a Korinthoszi-öböl északi partjától.

## Görög mitológiai utalások
A görög mitológiában két, múzsáknak szentelt forrás is található itt: az Aganippé és a Hippukréné, mindkettő nevében "ló" (ἵππος hippos) szerepel. Egy rokon mítosz szerint a Hippukréné-forrás akkor keletkezett, amikor itt a szárnyas ló, Pégaszosz (Pegazus) a patáját olyan erővel csapta a sziklához, hogy ott forrás fakadt. A Helikón-hegységet és a Hippukréné-forrást költői ihletforrásnak tekintették. Az időszámításunk előtti hetedik század végén Hésziodosz költő a Helikónon, Theogoniája legelején is utalást tett a múzsákra, majd később a szövegben leírt egy találkozást is közte és a múzsák között a Helikón-hegyen, ahol juhokat legeltetett, amikor az istennők babérbottal ajándékozták meg, ami a költői tekintély jelképe. A Helikón tehát a költői ihlet emblémája volt.
Kallimakhosz, a Krisztus előtti harmadik században élt költő Aitia című művében elmeséli álmát, amelyben ismét fiatal volt, és a  Helikón-hegyen a múzsákkal beszélgetett, ezzel Hésziodosz nyomdokaiba lépve. A Helikónra helyezte azt az epizódot is, amelyben Teiresziasz belebotlik a fürdőző Athénébe, és megvakul, ugyanakkor megkapja a jóslás művészetét, ami által a költészet és a jóslás implicit módon összekapcsolódik egymással. Talán ezt a beszámolót tükrözi Ovidius római költő is Metamorphoses című művében, amikor Minerváról ír, aki meglátogatta a múzsákat a Helikón-hegyen.
A Múzsák Völgyében, Theszpiai és Aszkra közelében - a hésziodoszi szövegek hatására - valamikor a hellénisztikus időkben létesült Helikón kultuszközpontjait Pauszaniasz Periégétész is  felkereste a Krisztus utáni második században, aki alapos kutatásai során fedezte fel az Aganippé-forrás melletti szent ligetet, és akkori állapotáról teljes leírást hagyott hátra. Látta Euphémé, a múzsák ápolója és a legendás költő, Linosz képeit "egy barlangszerűen kidolgozott kis sziklában" (vö. a barlangok vallásos használatával). A temetőkben Apollón és Dionüszosz, valamint híres költők szobrai álltak, néhány híres mestertől. 
A római költők által kialakított Helikón költői képe a reneszánsszal ismét a kulturális inspiráció emblémájává vált.